# Alan Alda

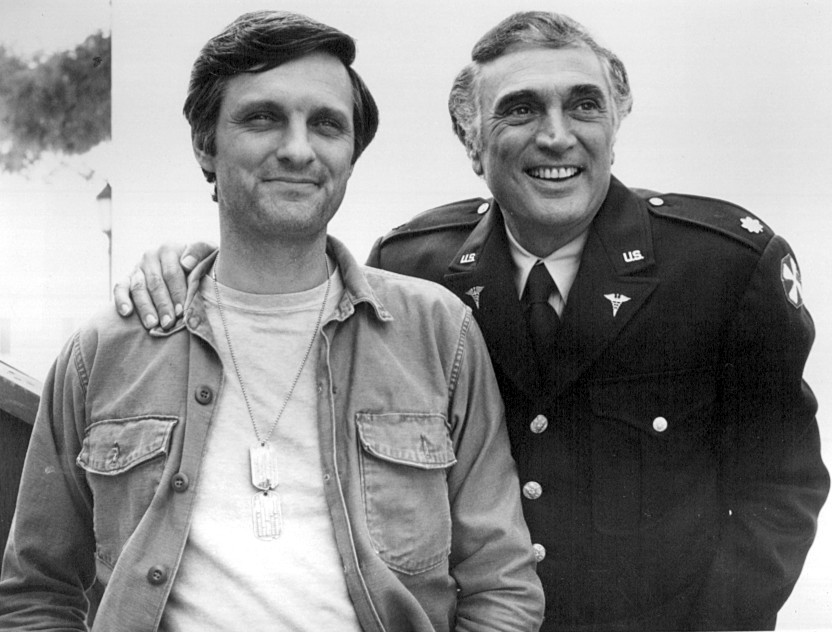
Alan Alda tillsammans med fadern Robert Alda i tv-serien M*A*S*H, 1975.

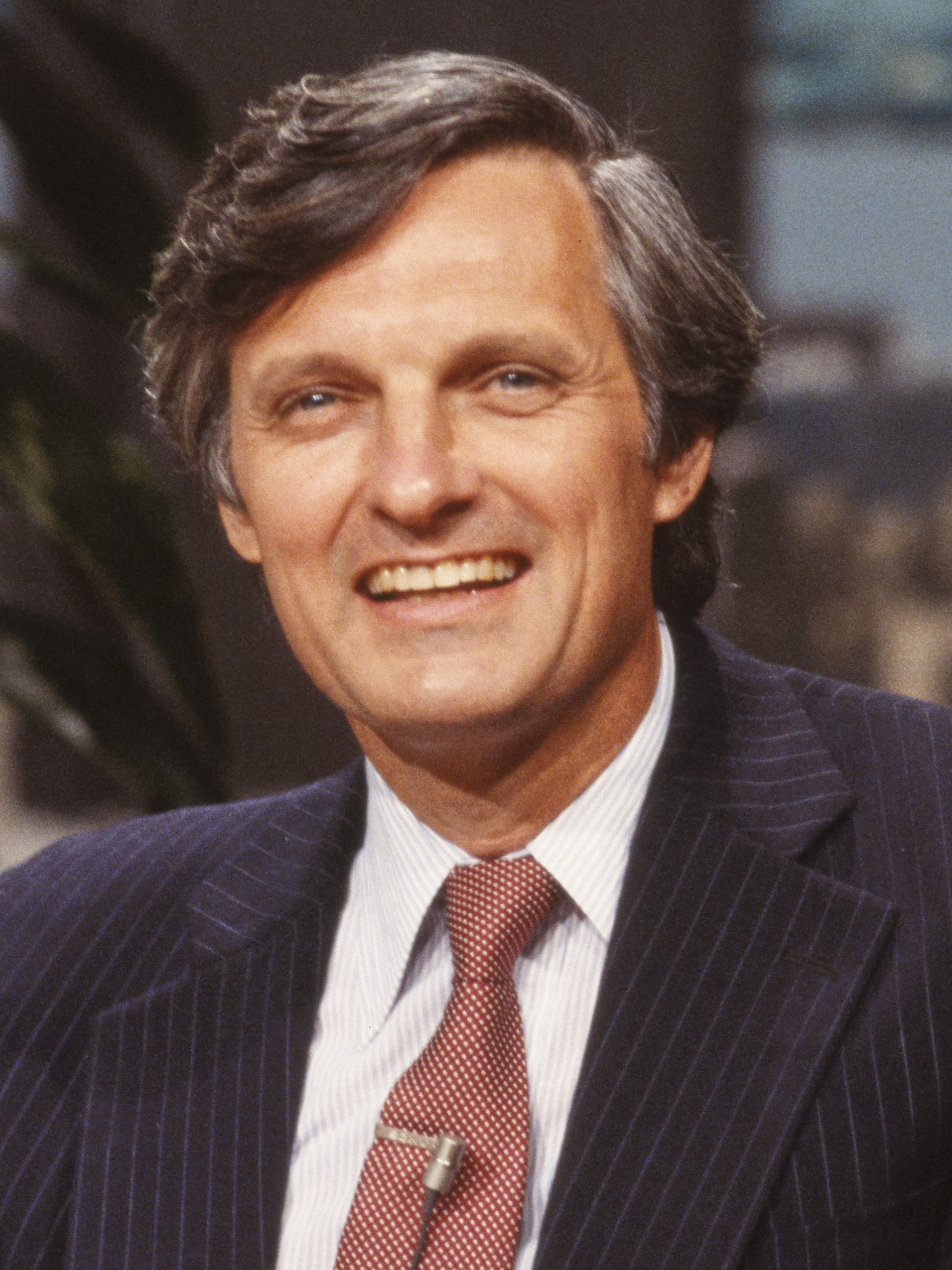
Alan Alda, 1979.

Alan Alda, ursprungligen Alphonso Joseph D'Abruzzo, född 28 januari 1936 i Bronx i New York, är en amerikansk skådespelare, manusförfattare och regissör. 
Alda är mest känd för rollen som Hawkeye Pierce i tv-serien M*A*S*H som utspelar sig på ett amerikanskt fältsjukhus i Korea under  Koreakriget. För sin roll i M*A*S*H erhöll han totalt sex Golden Globe Awards. Alan Alda skrev själv manus till många avsnitt av M*A*S*H. I de sista två säsongerna av tv-serien Vita huset spelade han senatorn och presidentkandidaten Arnold Vinick.
Alda filmdebuterade 1963 i Gone Are The Days!. Bland mer kända filmer märks California Suite (1978) och Samma tid nästa år (1978). På senare tid har Alda figurerat i filmer såsom Vad kvinnor vill ha (2000) och The Aviator (2004); han Oscarsnominerades för rollen som Owen Brewster i den sistnämnda filmen.
Asteroiden 15131 Alanalda är uppkallad efter honom.
Alda är son till skådespelaren Robert Alda.

## Filmografi i urval
- 1963 – Gone Are the Days!
- 1972–1983 – M*A*S*H (TV-serie) (256 avsnitt; även manus och regi)
- 1977 – Röda lyktan (Kill Me If You Can)
- 1978 – Samma tid nästa år
- 1978 – California Suite
- 1984 – Fyra årstider (manus, regi och roll)
- 1984 – Fyra årstider (TV-serie) (manus, regi och roll)
- 1989 – Små och stora brott
- 1993 – And the Band Played On (TV-film)
- 1995 – Canadian Bacon
- 1996 – Alla säger I Love You
- 1997 – Murder at 1600
- 1998 – Mannen i mitt liv
- 2000 – Vad kvinnor vill ha
- 2004 – The Aviator
- 2004–2006 – Vita huset (TV-serie) (28 avsnitt)
- 2007 – Resurrecting the Champ
- 2011 – Tower heist
- 2011–2013 – The Big C (TV-serie) (sex avsnitt)
- 2012 – Wanderlust
- 2015 – Spionernas bro
- 2015 – The Longest Ride
- 2016 – Horace and Pete
- 2018–2019 – The Good Fight (TV-serie) (tre avsnitt)
- 2019 – Marriage Story

## Teater

### Roller
| År   | Roll                                           | Produktion                                    | Regi         | Teater                         |
| ---- | ---------------------------------------------- | --------------------------------------------- | ------------ | ------------------------------ |
| 1966 | Adam Captain Sanjar Flip, the Prince, Charming | The Apple Tree Jerry Bock och Sheldon Harnick | Mike Nichols | Shubert Theatre, New York, USA |